# 東安戸町
東安戸町（ひがしやすどちょう）は、愛知県瀬戸市道泉連区の町名。丁番を持たない単独町名である。

## 地理
- 瀬戸市の中央部に位置する[8]。西を安戸町・下陣屋町、北を上陣屋町・西印所町、東を背戸側町・窯神町、南を西谷町・道泉町と隣接している[8]。
- 地内の大部分を磁祖公園が占め[注釈 1]、西部に工場数社が立地する[8]。

### 学区
市立小・中学校に通う場合、学区は以下の通りとなる。また、公立高等学校普通科に通う場合の学区は以下の通りとなる。
| 番・番地等 | 小学校                 | 中学校                 | 高等学校 |
| ---------- | ---------------------- | ---------------------- | -------- |
| 全域       | 瀬戸市立にじの丘小学校 | 瀬戸市立にじの丘中学校 | 尾張学区 |

## 歴史

### 町名の由来
町名設定の際、旧瀬戸村字安戸の東方にあることから東安戸町と名付けられたと推察される。

### 沿革
- 1942年（昭和17年）1月9日 - 瀬戸市大字瀬戸字安戸[注釈 2]の一部により、同市東安戸町として成立[2]。

## 世帯数と人口
2025年（令和7年）2月1日現在の世帯数と人口は以下の通りである。
| 町丁     | 世帯数  | 人口  |
| -------- | ------- | ----- |
| 東安戸町 | 111世帯 | 240人 |

### 人口の変遷
国勢調査による人口の推移
| 1995年（平成7年）  | 311人 | [ 13 ] |  |
| 2000年（平成12年） | 294人 | [ 14 ] |  |
| 2005年（平成17年） | 265人 | [ 15 ] |  |
| 2010年（平成22年） | 285人 | [ 16 ] |  |
| 2015年（平成27年） | 244人 | [ 17 ] |  |
| 2020年（令和2年）  | 246人 | [ 18 ] |  |

### 世帯数の変遷
国勢調査による世帯数の推移。
| 1995年（平成7年）  | 103世帯 | [ 13 ] |  |
| 2000年（平成12年） | 101世帯 | [ 14 ] |  |
| 2005年（平成17年） | 90世帯  | [ 15 ] |  |
| 2010年（平成22年） | 99世帯  | [ 16 ] |  |
| 2015年（平成27年） | 95世帯  | [ 17 ] |  |
| 2020年（令和2年）  | 99世帯  | [ 18 ] |  |

## 交通

### 鉄道
町内に鉄道は走っていない。最寄り駅は名鉄瀬戸線尾張瀬戸駅・瀬戸市役所前駅になる。

### バス
町内にバスは走っていない。最寄りのバス停は、名鉄バス「しなの線（瀬戸北線）」【1】【1H】【2】【2H】系統、同「東山線」【16H】【17H】系統の瀬戸京町バス停になる。

### 道路
愛知県道207号定光寺山脇線 ： 町の北端、西印所町・背戸側町との境を南北に通っている。

## 施設
- 窯神グラウンド ： 磁祖公園内にあるソフトボール向きのグラウンド。開場時間は6時から18時[19]。

- 窯神グラウンド

## その他

### 日本郵便
- 郵便番号 : 489-0053[6]（集配局：瀬戸郵便局[20]）。